# BRUEGEL

Logo

Bruegel (englisch Brussels European and Global Economic Laboratory [ˈbɾøːɣəl]) ist eine 2004 gegründete wirtschaftswissenschaftliche Denkfabrik mit Sitz in Brüssel. Nach eigenem Verständnis unabhängig und keiner bestimmten Wirtschaftstheorie anhängend, war es das Ziel der Gründer, durch unparteiische, auf Fakten basierende und für Entscheidungsträger relevante Forschung zur Qualität der Wirtschaftspolitik in Europa und der Welt beizutragen sowie als Plattform für den Austausch von Forschung, Politik und Wirtschaft zu dienen. Zu den Mitgliedern zählen Vertreter von EU-Mitgliedsstaaten, international tätige Konzerne sowie die französische Zentralbank (Banque de France), die Europäische Investitionsbank und die Europäische Bank für Wiederaufbau und Entwicklung.

## Name
Der Name Bruegel, ein Akronym für Brussels European and Global Economic Laboratory, verweist auf den Maler Pieter Bruegel, dessen “keen observation of the life of ordinary people and daily economic activity” (deutsch: „scharfe Beobachtung des Lebens gewöhnlicher Menschen und alltäglicher wirtschaftlicher Aktivitäten“) wie auch die Epoche, in der er lebte, die Renaissance, als Inspiration für die Tätigkeit der Organisation dienen soll.

## Geschichte
Die Idee zur Gründung dieses europäischen Think Tanks entstand Ende 2002 im Rahmen privater Treffen von Politikern, leitenden Unternehmensführern und weiteren Beteiligten. Am 22. Januar 2003 wurde die Absicht, eine „europäische Initiative mit dem Ziel, ein Europäisches Zentrum für Internationale Wirtschaft zu schaffen“, von Deutschland und Frankreich in der gemeinsamen Erklärung zum 40. Jahrestag des Elysée-Vertrages festgehalten. Eine eigens geschaffene Projektgruppe erarbeitete in der Folge mit Unterstützung durch französische und deutsche Ministerien ein Konzept. Im Dezember 2004 wurde von Vertretern von 12 europäischen Regierungen und 17 europäischen bzw. in Europa tätigen Konzernen das erste Direktorium bestellt und die Finanzierung mit vorerst 5 Millionen Euro bis 2006 beschlossen.
Am 10. August 2004 wurde die Organisation als internationale Non-Profit-Organisation nach belgischem Recht (AISBL) gegründet, das erste Treffen des Direktoriums folgte am 17. Januar 2005. Im Oktober 2005 wurde das erste Forschungsprogramm beschlossen.
Von 2005 bis 2008 war Mario Monti Vorsitzender des Direktoriums. Im Juni 2008 folgte ihm Leszek Balcerowicz nach. Seit April 2012 steht der ehemalige EZB-Präsident Jean-Claude Trichet an der Spitze des Think Tanks. Der französische Ökonom Jean Pisani-Ferry fungierte seit der Gründung bis April 2013 als Direktor; sein Nachfolger war sein ehemaliger Stellvertreter, der deutsche Ökonom Guntram B. Wolff. Wolff wechselte zum 1. August 2022 ins Amt des Direktors und CEO der Deutschen Gesellschaft für Auswärtige Politik (DGAP). Seit September 2022 ist Jeromin Zettelmeyer Direktor.

## Forschung
Die Forscher von Bruegel arbeiten vertieft in vier Forschungsgebieten:
- Europäische Makroökonomie
- Internationale Wirtschaft
- Finanzmarktregulierung
- Wettbewerb, Innovation und nachhaltiges Wachstum

Die Organisation unterscheidet zwischen Resident Scholars ‚hauseigene Forscher‘, Visiting Scholars und Non Resident Scholars, die von einem Team von wissenschaftlichen Assistenten unterstützt werden. Ein Beirat, zusammengesetzt aus acht Wirtschaftswissenschaftlern, berät das Direktorium hinsichtlich zukünftiger Forschungsgebiete und wertet Forschungsergebnisse aus.

## Mitglieder
Das Verwaltungsmodell von Bruegel soll ein ausgeglichenes Verhältnis von privaten und öffentlichen Mitgliedern aufweisen. Bei der Gründung 2004 waren 12 Staaten und 17 Firmen beteiligt. 2011 sind 19 Staaten, 20 Unternehmen und 3 staatliche bzw. europäische Finanzinstitutionen vertreten. Mitglieder und Partner Research Institutions (PRI; Partner-Forschungsinstitute) dürfen Mitglieder des Boards wählen.
Mitglieder sind (November 2011):
- Staaten:
 Belgien, Dänemark, Deutschland, Finnland, Frankreich, Griechenland,  Irland, Italien, Litauen, Luxemburg, Niederlande, Österreich, Polen, Schweden, Slowenien, Spanien, Tschechische Republik, Ungarn, Vereinigtes Königreich, Republik Zypern.
- Unternehmen:
Amazon[9], Apple[9], Areva, Deutsche Bank, Deutsche Telekom, Électricité de France, Ernst & Young, Erste Group, France Télécom, GDF Suez, Goldman Sachs, Google, Microsoft[9], Novartis, NYSE Euronext, Pfizer, Qualcomm, Renault, Samsung Electronics, Solvay, Syngenta, Unicredit.
- Finanzinstitutionen:
 Banque de France, Europäische Investitionsbank, Europäische Bank für Wiederaufbau und Entwicklung.
- Zu den Partnerinstituten gehören:
Centre D'Études Prospectives et D'Informations Internationales (CEPII), Centre for European Reform (CER), CESifo-Gruppe, Indian Council for Research on International Economic Relations (ICRIER), Institut für Weltwirtschaft (IfW), Korea Institute for International Economic Policy (KIEP) und das Peterson Institute for International Economics (Peterson Institute).

Diese Organisationen sind seit Anfang 2008 Partner von Bruegel und sollen zu einem weltweiten Netzwerk von gleichgesinnten, aber komplementären Think Tanks werden. Gemeinsam werden Forschungsprojekte, Veröffentlichungen, Veranstaltungen oder andere Projekte initiiert. Darüber hinaus gibt es eine strategische Partnerschaftsvereinbarung mit dem German Marshall Fund of the United States.
Andere repräsentative große gesellschaftliche Organisationen, wie z. B. die nationalen Gewerkschaften – DGB etc. – sind nicht an der Denkfabrik beteiligt bzw. in die beratende Entscheidungsfindung einbezogen.